# Västra Stårbatjvare
Västra Stårbatjvare är ett naturreservat i Arjeplogs kommun i Norrbottens län.
Området är naturskyddat sedan 2014 och är 0,2 kvadratkilometer stort. Reservatet omfattar en västsluttning med gammal, urskogsartad granskog.